# Türmeruhr der Marktkirche
Die Türmeruhr der Marktkirche in Hannover zählt zu den ältesten bekannten Türmeruhren und zu einer von zweien in Deutschland, deren Herkunft sich für das Spätmittelalter nachweisen lässt. Die Datierung der Türmeruhr der hannoverschen Marktkirche in das 14. Jahrhundert konnte durch eine Überlieferung bestimmt werden, nach der diese frühe Räderuhr im Kirchturm des Sakralgebäudes im Jahr 1392 eingebaut wurde. Dort erinnerte sie den Türmer regelmäßig durch ein akustisches Signal an das Schlagen einer Glocke, mit der er die Anzahl der „geschlagenen Stunde“ weithin hörbar verkündete.
Die Türmeruhr der Marktkirche findet sich in der Sammlung des Historischen Museums Hannover und zählt auf Ausstellungen zu den „Highlights“ in den Bereichen Alltagskultur und Arbeit.

## Beschreibung
Die aus Eisen, zwei Seilen und Holz zusammengesetzte Türmeruhr wurde als Flachrahmen mit breiter Balkenwaag konstruiert. Vor dem Rahmen wurde mittig ein Kranz mit römischen Ziffern gesetzt. Davor bewegt sich ein Zeiger am Zahnrad der Räderuhr, der die vollen Stunden und dazwischen die vollen Abstände von jeweils fünf Minuten mit großer Genauigkeit anzeigt. Die Uhr wurde durch das Hochziehen eines ursprünglich steinernen Gewichts aufgezogen, das später durch eiserne Gewichte ersetzt wurde. Das Läutewerk ist heute nicht mehr voll intakt, zudem wurden einzelne Teile der Uhr ergänzt.
Die Maße der Türmeruhr sind angegeben mit Länge: 38 cm, Höhe: 44 cm, Breite: 25 cm.